# Marek Żerański
Marek Józef Żerański (ur. 7 lipca 1977 w Warszawie) – polski aktor teatralny i filmowy. Mediator, lektor. Pracownik służby cywilnej.

## Życiorys
W szkole podstawowej w latach 1992–1994 współpracował z Telerankiem jako prowadzący i uczęszczał na zajęcia Ogniska Teatralnego Jana i Haliny Machulskich przy Teatrze Ochoty. W zastępstwie z Arturem Pontkiem grał Emila w sztuce „Emil i detektywi” Ericha Kästnera w reż. Haliny Machulskiej. W liceum kontynuował naukę pantomimy w Studiu Elżbiety Pasteckiej. Uczęszczał do 21 Społecznego Liceum Ogólnokształcącego im. Jerzego Grotowskiego w Warszawie. Ukończył 25 SLO im. Marzenny Okońskiej. Zadebiutował w 1992 w przygodowym serialu międzynarodowej koprodukcji Mission Top Secret, reż. Marcus Cole, jako Jan, a następnie w polsko-brytyjskim serialu Molly, reż. Nicholas Laughland, jako Radek.
Debiutował na deskach Teatru Szwedzka 2/4 w roku 1994, w sztuce „Rosencrantz i Guildenstern nie żyją”, Toma Stopparda, w reż Jacka Pazdro. Wystąpił w roli Alfreda. W 2001 ukończył studia w Akademii Teatralnej w Warszawie, na roku Wiesława Komasy i Aleksandry Górskiej. Wystąpił w spektaklach dyplomowych: "Bal manekinów" w reż. W. Komasy i "Płatonow" w reż. A. Glińskiej. Obronił pracę magisterską na temat dekady Festiwalu Teatralnego Kontakt. W czasie studiów wystąpił w sztuce „Shopping and Fucking” w reżyserii Pawła Łysaka przygotowanym przez Towarzystwo Teatralne w Teatrze Rozmaitości w Warszawie (1999) z udziałem Arka Jakubika, Roberta Więckiewicza, Rafała Mohra i Marii Seweryn. W związku z tą premierą zagrożony relegowaniem ze studiów zdecydował o rezygnacji z udziału w przedstawieniu po zagraniu 13 spektakli na trzecim roku WA.
Po ukończeniu studiów wystąpił w  Teatrze Studio (2002) w Warszawie w roli Żołnierza II, w sztuce Zima, J. Griszkowca, w reż. Mateusza Bednarkiewicza z Agnieszką Grochowską i Redbadem Klijnstrą. Z Teatrem Studio pod dyrekcją Zbigniewa Brzozy związał się na kilka lat biorąc udział w ówczesnym cyklu czytania dramatów, w premierze Amadeusza, B. Shaffera, z Zygmuntem Zapasiewiczem, jako Slierim, Andrzejem Mastalerzem w roli Mozarta i Agnieszką Grochowską, jako Konstancją Weber. W  Teatrze Nowym (2003) wystąpił w sztuce Bash Neila LaBut’a w reż. Jacka Zembrzuskiego z Andrzejem Konopką, Katarzyną Skarżanką i Karoliną Lutczyn. W latach 2006–2011 r. współpracował z Teatrem Krypta w Szczecinie. W latach 2006–2011 występował w Teatrze Krypta w Szczecinie. Od 2006 jest związany ze szczecińskim Teatrem Polskim, gdzie wystąpił w wielu tytułach repertuarowych.

### Teatr ZAR
Aktywność w teatrze zawodowym łączył z pasją do teatru awangardowego i poszukującego, spełniając marzenie sprzed studiów, by nawiązać współpracę z Ośrodkiem Badań Twórczości Jerzego Grotowskiego i Poszukiwań Teatralno-Kulturowych we Wrocławiu (obecnie Instytut im. J. Grotowskiego), który podówczas prowadzony był przez Jerzego Osińskiego. Po studiach ukończonych w 2001 roku wyjechał do Wrocławia na warsztaty aktorskie z Yoshi Oidą i Brucem Myersem, aktorami Petera Brook’a. W konsekwencji pozostał przy Ośrodku Grotowskiego przez kolejne trzy lata współpracując przy powstawaniu pierwszej części tryptyku Ewangelie Dzieciństwa oraz Teatru Zar. Realizacja projektu obejmowała wyprawy na Półwysep Athos, w góry Pirinu do Bułgarii oraz do Osetii w gruzińskiej części Kaukazu w celu zbierania i nauki źródłowego materiału muzycznego. Okres współtworzenia Teatru ZAR był także czasem intensywnych treningów aktorskich w Brzezince pod Wrocławiem, a także licznych wyjazdów ze zrealizowanym już przedstawieniem. 

### Opera Narodowa
Występował także w Teatrze Wielkim Opery Narodowej (2009 r., 2012 r. i 2018 r.) w realizacjach Mariusza Trelińskiego. Przy realizacji Króla Rogera w reż. M. Trelińskiego w roku 2018 w Operze Królewskiej w Sztokholmie organizował od strony logistycznej i produkcyjnej wyjazd grupy tancerzy negocjując warunki umów i pobytu. W kolejnym roku w Operze Narodowej w Pradze realizacja premiery została przerwana przez wybuch epiedemii Covid-19.

### Teatr Provisorium
Od 2011 związany z lubelskim Teatrem Provisorium w którym zrealizował rolę Aloszy w "Braciach Karamazow" wg Dostojewskiego i dr. Konieszyna w  "Lodzie" w reżyserii Janusza Opryńskiego.

### Film
Marek Żerański wystąpił w kilku znaczniejszych produkcjach, z których najznaczniejszą rolą jest Guma w Egoistach w reż. Mariusza Trelińskiego z Magdaleną Cielecką, Mają Ostaszewską, Olafem Lubaszenką, Janem Fryczem i Rafałem Mohrem. Poza tym wystąpił w wielu serialach, m.in. Klan, Na dobre i na złe, Kryminalni itd. Ostatnią pracą jest epizod w będącym w produkcji serialu kryminalnym Trójmiasto, gdzie wystąpił w roli Norwega, wykonując rolę w jęz. angielskim, podobnie jak w serialach, w których debiutował.

### Wystąpił w monodramach
- Heine[7][8] wg tekstów Heinricha Heinego; opieka reż. Irena Jun, 2010 r.
- Morfina 0,05[9] wg Michaiła Bułhakowa, w adaptacji Macieja Wojtyszki[10][11], 2012 r.
- Tworki[12] wg Marka Bieńczyka w reżyserii Pawła Kamzy[13] w autorskiej adaptacji tekstu, 2017 r.
- Morfina 0,05 / wersja 3.0 dla Fundacji West&art w Szczecinie, 2018 r.

### Nominacje, wyróżnienia
- W 2018 roku nominowany do nagrody Bursztynowego Pierścienia za rolę w monodramie "Tworki"[14].
- W 2020 roku otrzymał Bursztynowy Pierścień publiczności 2019 za reżyserię monodramu "Morfina 0'05"[15]

### Stypendia
- Marszałka Województwa Zachodniopomorskiego[16] w ramach programu dla młodych artystów.
- Ministra Kultury i Dziedzictwa Narodowego w ramach programu Młoda Polska[17]
- Ministra Kultury i Dziedzictwa Narodowego w ramach programu "Kultura w Sieci" 2021 r.
- Ministra Kultury i Dziedzictwa Narodowego w ramach programu "KPO dla Kultury. Stypendia" 2024 r.

### Poza filmem i teatrem
- Aktualnie zatrudniony jako pracownik Służby Cywilnej w Ministerstwie Kultury i Dziedzictwa Narodowego w Departamencie Narodowych Instytucji Kultury w Wydziale Nadzoru instytucji w obszarze teatru (DIK-WIT)
- W czasie epidemii Covid-19 przez rok pracował jako nauczyciel w Internationella Engelska Skolan w Sztokholmie.
- Aktualnie (2024/2025) realizuje podyplomowe studia Prawo Międzynarodowe i Służba Zagraniczna na Wydziale Prawa i Administracji Uniwersytetu Warszawskiego
- Ukończył podyplomowe Studia Menedżerskie w Szkole Głównej Handlowej w Warszawie.
- Ukończył podyplomowe studia Mediacje Gospodarcze w Wyższej Szkole Humanitas w Lublinie
- Ukończył podyplomowe studia Kwalifikacje Pedagogiczne w Warszawie
- Współpracuje jako trener z Ośrodkiem Rozwoju Kompetencji Edukacyjnych[potrzebny przypis].
- Współpracuje z Akademią Ekonomiczno-Humanistyczną w Warszawie
- Cofounder Fundacji dla Edukacji im. Wacława Wdowiaka[potrzebny przypis]
- W roku szkolnym 2015/2016 był nauczycielem przedmiotu wiedza o teatrze w XXX Liceum Ogólnokształcącym im. Jana Śniadeckiego w Warszawie[18].

## Życie prywatne
Jest żonaty z pedagożką edukacji specjalnej, charakteryzatorką filmową i teatralną Milą Wdowiak-Żerańską. Mają dwie córki.

## Filmografia

### Filmy fabularne (kinowe i telewizyjne)
| Rok  | Tytuł                                        | Rola               | Reżyser               |
| ---- | -------------------------------------------- | ------------------ | --------------------- |
| 1994 | Zawrócony                                    |                    | Kazimierz Kutz        |
| 2000 | Egoiści                                      | kelner „Guma”      | Mariusz Treliński     |
| 2001 | Titanic – koniec legendy                     | (polski dubbing)   | Jowita Gondek         |
| 2003 | Lichter                                      | Kamil              | Hans-Christian Schmid |
| 2004 | Tylko jedna noc                              | chłopak Ewy        | Dariusz Błaszczyk     |
| 2005 | Skazany na bluesa                            | student nad morzem | Jan Kidawa-Błoński    |
| 2007 | Braciszek                                    | wiejski wyrostek   | Andrzej Barański      |
| 2007 | Latarnik                                     | Marcin             | Mateusz Rakowicz      |
| 2014 | Ostatnia pieśń torreadora                    | mąż                | Piotr Chrzan          |
| 2015 | Kino Kabaret                                 | chłopak            | Michał Stenzel        |
| 2019 | Jak zostałem gangsterem. Historia prawdziwa. | lekarz             | Maciej Kawulski       |
| 2019 | Raport Pileckiego                            | Otto Kusel         | Leszek Wosiewicz      |

### Seriale telewizyjne
| Rok       | Tytuł                                         | Rola                                                      | Reżyser                   |
| --------- | --------------------------------------------- | --------------------------------------------------------- | ------------------------- |
| 1992      | Mission Top Secret                            | Jan (odcinki: 2-4)                                        | Marcus Cole, Howard Rubie |
| 1994      | Molly                                         | Radek                                                     | Nick Laughland            |
| 2000      | Twarze i maski                                | Łukasz Kujawa (odcinek: 6)                                | Feliks Falk               |
| 2000      | Duża przerwa                                  | praktykant (odcinek: 15)                                  | Mirosław Bork             |
| 2001      | Klan                                          | Leszek, kolega Agaty Wilczyńskiej ze szkoły rysunku       | Paweł Karpiński           |
| 2002      | Samo życie                                    | kelner w restauracji „Dedek”                              | różni                     |
| 2002      | Na dobre i na złe                             | Ksawery (odcinek: 102)                                    | Maciej Dejczer            |
| 2002      | M jak miłość                                  | dostarczyciel kwiatów (odcinek: 110)                      | Natalia Koryncka-Gruz     |
| 2003      | Plebania                                      | członek sekty (odcinek: 356)                              | Jerzy Sztwiertnia         |
| 2004      | Klan                                          | brat Marka Wójcika, starającego się o względy Olki Lubicz | Paweł Karpiński           |
| 2005      | Na Wspólnej                                   | fotograf                                                  | różni                     |
| 2005      | Auschwitz: The Nazis and 'The Final Solution' | więzień Paweł Stienkin                                    | Laurence Rees             |
| 2006–2007 | Egzamin z życia                               | dziennikarz Kuba (odcinki: 49, 91, 93, 95)                | Teresa Kotlarczyk         |
| 2006      | Mrok                                          | Łukasz Kubacki (odcinek: 4)                               | Jacek Borcuch             |
| 2007      | Biuro kryminalne                              | (odcinek: 23)                                             | Dominik Matwiejczyk       |
| 2008      | Trzeci oficer                                 | asystent reżysera „Rodziny Trojanowskich” (odcinek: 7)    | Maciej Dejczer            |
| 2008      | Ojciec Mateusz                                | Darek Migas (odcinek: 6)                                  | Maciej Dejczer            |
| 2008      | Na dobre i na złe                             | Wojtek (odcinek: 326)                                     | Grzegorz Pacek            |
| 2008      | Kryminalni                                    | Tomasz Wilk (odcinek: 89)                                 | Ryszard Zatorski          |
| 2010      | 1920. Wojna i miłość                          | Antiochin (odcinek: 11)                                   | Maciej Migas              |
| 2024      | Sprawiedliwi: Trójmiasto                      | Adam Anderson (odcinek: 3)                                | Wojciech Todorow          |

## Teatr

### Role teatralne
| Rok  | Teatr                             | Tytuł                                       | Autor tekstu                   | Rola                     | Reżyser                          |
| ---- | --------------------------------- | ------------------------------------------- | ------------------------------ | ------------------------ | -------------------------------- |
| 1991 | Teatr Ochoty – Warszawa           | Emil i detektywi                            | Erich Kästner                  | Emil                     | Halina Machulska                 |
| 1994 | Teatr Szwedzka 2/4 – Warszawa     | Rosenkrantz i Guildenstern nie żyją         | Tom Stoppard                   | Aktor z trupy aktorskiej | Jacek Pazdro                     |
| 1999 | Teatr Rozmaitości – Warszawa      | Shopping and Fucking                        | Mark Ravenhill                 | Guma                     | Paweł Łysak                      |
| 2002 | Teatr Studio – Warszawa           | Zima                                        | Jewgienij Griszkowiec          | Żołnierz I               | Mateusz Bednarkiewicz            |
| 2003 | Teatr ZAR – Wrocław               | Ewangelie dzieciństwa                       | Jarosław Fret                  | Członek chóru            | Jarosław Fret                    |
| 2004 | Teatr Nowy – Warszawa             | Bash (cios)                                 | Neil LaBute                    | John                     | Jacek Zambrzuski                 |
| 2005 | Cytadela – Warszawa               | Dziady – Cytadela                           | Adam Mickiewicz                | Gustaw Konrad            | Szczepan Szczykno                |
| 2006 | Studio Przemysława Wasilkowskiego | Zona Tenebrarum (wg Wilka stepowego)        | Hermann Hesse                  | Jogin                    | Przemysław Wasilkowski           |
| 2006 | Teatr Polski – Szczecin           | Don Kichote                                 | Miguel de Cervantes            | Książę i inne postaci    | Ryszard Major                    |
| 2006 | Teatr Ateneum – Warszawa          | Zbrodnia i Kara                             | Fiodor Dostojewski             | Mitia                    | Barbara Sass                     |
| 2007 | Teatr Polski – Szczecin           | Stacyjka Zdrój                              | A. Opatowicz, A. Poniedzielski | Zmysław                  | Adam Opatowicz                   |
| 2007 | Teatr Polski – Szczecin           | Peer Gynt                                   | Henrik Ibsen                   | Mads Moen                | Ireneusz Janiszewski             |
| 2008 | Teatr Polski – Szczecin           | Pułkownik Ptak                              | Christo Bojczew                | Doktor                   | Ryszard Major                    |
| 2008 | Teatr Polski – Szczecin           | Tuwim Zaczarowany                           | Adam Opatowicz                 |                          | Adam Opatowicz                   |
| 2008 | Teatr Krypta – Szczecin           | To ja... (wg Zbrodni i Kary Dostojewskiego) | Fiodor Dostojewski             | Raskolnikow              | Tatiana Malinowska – Tyszkiewicz |
| 2008 | Teatr Polski – Szczecin           | Burza                                       | William Szekspir               | Ariel                    | Adam Opatowicz                   |
| 2008 | Teatr Polski – Szczecin           | Ślub                                        | Witold Gombrowicz              | Władzio                  | Waldemar Modestowicz             |
| 2009 | Teatr Polski – Szczecin           | Śpiewnik domowy Jana Kaczmarka              | A. Opatowicz, A. Poniedzielski | –                        | A. Opatowicz, A. Poniedzielski   |
| 2009 | Teatr Polski – Szczecin           | Indyk                                       | Sławomir Mrożek                | Poeta                    | Andrzej Hrydzewicz               |
| 2009 | Teatr Polski – Szczecin           | Na czworakach                               | Tadeusz Różewicz               | Pudel                    | Ryszard Major                    |
| 2009 | Teatr Wielki – Opera Narodowa     | Borys Godunow                               | Musorgski/Puszkin              | Dandys                   | Mariusz Treliński                |
| 2009 | Teatr Kameralny – Szczecin        | Pani Dally ma kochanka                      | William Hanley                 | Frank                    | Michał Janicki                   |
| 2010 | Teatr Polski – Szczecin           | Przyjazne Dusze                             | Pam Valentine                  | Simon Willis             | Stefan Szaciłowski               |
| 2010 | Teatr Polski – Szczecin           | Heine (monodram; wykonanie, adaptacja)      | wg Heinricha Heinego           | Aktor                    | Marek Żerański                   |
| 2010 | Teatr Kameralny – Szczecin        | Nocturn dla pani Tillebein                  | Patrycja Fessard               | Fryderyk Chopin          | Michał Janicki/Andrzej Zaorski   |
| 2011 | Teatr Provisorium – Lublin        | Bracia Karamazow                            | Fiodor Dostojewski             | Alosza                   | Janusz Opryński                  |
| 2012 | Teatr Wielki – Opera Narodowa     | Manon Lescaut                               | Giacomo Puccini                | Mr. Eye                  | Mariusz Treliński                |
| 2012 | Teatr Polski – Szczecin           | Oskar dla Emily                             | A. Aleksy, F. Bohnet           | Jeff Bloom               | Bartłomiej Wyszomirski           |
| 2013 | Teatr Provisorium – Lublin        | Lód                                         | wg Jacka Dukaja                | Konieszyn                | Janusz Opryński                  |
| 2013 | Teatr Polski – Szczecin           | Szkoda, że jest nierządnicą                 | John Ford                      | Bergetto                 | Krzysztof Prus                   |
| 2013 | Teatr Druga Strefa – Warszawa     | Mofrina 0'05 (monodram)                     | wg Michaiła Bułhakowa          | Doktor Polakow           | Marek Żerański                   |
| 2014 | Teatr Polski – Szczecin           | Wariacje Tischnerowskie                     | Artur „Baron” Więcek           | Józek                    | Artur „Baron” Więcek             |
| 2015 | Teatr Polski – Szczecin           | Podwieczorek u Łazarza                      | Artur Daniel Liskowacki        | Pastor Gottlieb          | Adam Opatowicz                   |
| 2016 | Teatr Polski – Szczecin           | Matki                                       | Piotr Rowicki                  | Syn 1                    | Rafał Matusz                     |
| 2017 | Teatr Polski – Szczecin           | Hamlet we wsi Głucha Dolna                  | Ivo Brešan                     | Joca ŠkokiČ              | Tomasz Obara                     |
| 2017 | Teatr Polski – Szczecin           | Tworki (monodram; wykonanie, adaptacja)     | wg Marka Bieńczyka             | Aktor                    | Paweł Kamza                      |
| 2018 | Fundacja West&art                 | Morfina 0'05 / wersja 3.0                   | wg Michaiła Bułhakowa          | Doktor Polakow           | Marek Żerański                   |
| 2019 | Kungslige Operan – Sztokholm      | Kung Roger                                  | Szymanowski / Iwaszkiewicz     | Roger / dubler           | Mariusz Treliński                |
| 2020 | Narodni Divadlo – Praga           | King Roger                                  | Szymanowski / Iwaszkiewicz     | Roger / dubler           | Mariusz Treliński                |